# IC 1214
IC 1214 — галактика типу S0-a (спіральна галактика) у сузір'ї Дракон.
Цей об'єкт міститься в оригінальній редакції індексного каталогу.